# پارک ملی کالوالسکی
پارک ملی کالوالسکی (انگلیسی: Kalevalsky National Park) یک پارک ملی حفاظت‌شده در جمهوری کارلیای کشور روسیه است.